# Кызылординская областная универсальная научная библиотека имени А. Тажибаева
Кызылординская областная универсальная научная библиотека имени Абдильды Тажибаева — крупнейшая библиотека в Кызылординской области, методический центр для городских и районных библиотек области.

## История
Впервые библиотека была открыта в 1867 году в Перовске (ныне Кызылорда) для жителей военной крепости Акмешитского района. Библиотека была организована прогрессивной интеллигенцией, депортированной из царского правительства за участие в революционном движении в городах России. Библиотека организована за счет средств ведущих интеллектуалов и зажиточных казахов.
После образования Кызылординской области в 1938 году областная библиотека была реорганизована. Первым его директором назначена Л. И. Дмитриева.
В 1973 году библиотека была переведена в здание на улице Ибрая Жакаева. Для читателей открыт читальный зал на 70 мест.
В 1983 году областная библиотека была реорганизована и получила имя Максима Горького.
После обретения независимости в 1999 году в связи с Постановлением Правительства РК от 21 апреля «О наименовании и переименовании образовательных и культурных учреждений Республики Казахстан» областной универсальной библиотеке присвоено имя народного писателя, поэта А. Тажибаева.
В 2003 году началась работа над Республиканской автоматизированной библиотечной системой (РАБИС). В ноябре 2009 года библиотека была переведена в новое здание типовой конструкции.

## Отделы библиотеки
1. Сектор читального зала
2. Сектор информационно-сервисного обслуживания
3. Сектор абонементского обеспечения
4. Сектор периодических изданий
5. Сектор краеведческой библиографии
6. Сектор реставрации книг
7. Сектор по закупу и распределению литературы
8. Отдел детской литературы
9. Отдел развития библиотек
10. Отдел информационно-библиографического обеспечения
11. Отдел автоматизации библиотечных процессов
12. Отдел комплектования и обработки документов и организация каталогов
13. Отдел хранения основного фонда
14. Отдел литературы по искусству

## Фонды библиотеки
В настоящее время фонд библиотеки составляет 444048 книг. Из них 92525 книг на казахском языке. Библиотека обслуживает более 28 000 читателей в год. Книга выпущена 146805 экз- что это?